# Kościół Matki Bożej Pocieszenia w Sokalu
Kościół Matki Bożej Pocieszenia (dawniej Kościół Maryi Dziewicy) – zabytkowy kościół rzymskokatolicki w stanie ruiny, znajdujący się w Sokalu na zachodniej Ukrainie w obwodzie lwowskim.
Zbudowany w XVII w. jako kościół konwentualny bernardynów, służył miejscowej ludności polskiej do 1951 r. Po tzw. korekcie granicy polsko-radzieckiej i wysiedleniu Polaków z ziemi sokalskiej zamieniony przez władze radzieckie w więzienie o zaostrzonym rygorze; pełnił tę funkcję do 2012 r., kiedy uległ częściowemu zniszczeniu w pożarze. Obecnie istnieją jedynie mury otaczające nawę główną i wieżę kościoła. Obiekt wciąż jest wpisany do Państwowego Rejestru Zabytków Nieruchomych Ukrainy.
Do wybuchu II wojny światowej uważany za jeden z najcenniejszych zabytków architektury barokowej na Kresach II Rzeczypospolitej. Nazywany „ruską Częstochową”.

## Historia

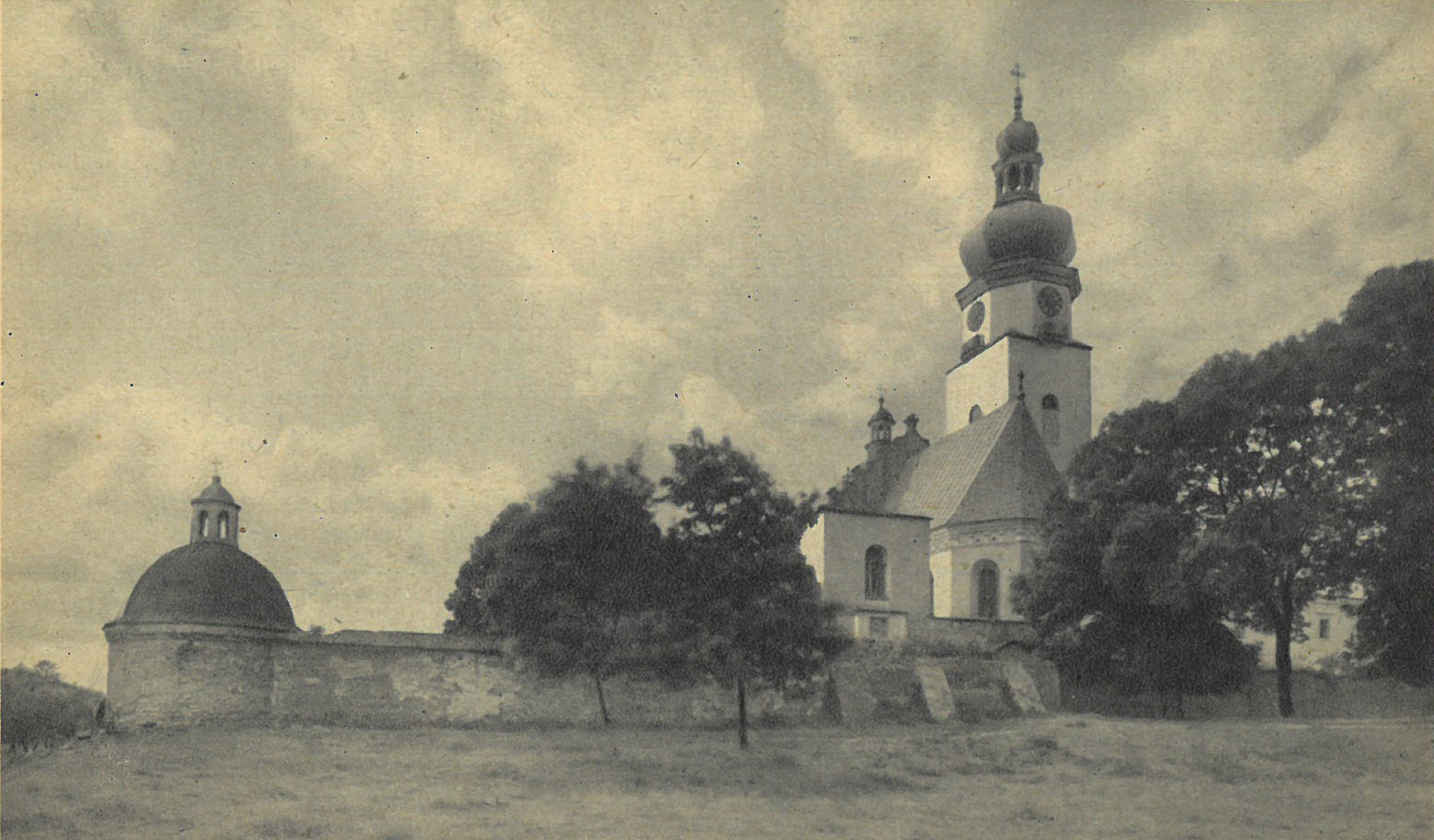
Kościół Maryi Dziewicy w Sokalu, koniec XIX wieku

Pierwsze ślady sprawowania kultu religijnego w obrządku łacińskim na ziemi sokalskiej pochodzą z XIV w., kiedy prawdopodobnie została tam przewieziona kopia obrazu Matki Bożej Częstochowskiej, stworzona przez litewskiego artystę Jakuba Wężyka, z czasem nazwana Matką Bożą Sokalską. Początkowo obraz trzymany był w zwykłej lepiance, ale już na rok 1519 datuje się pierwszy cud przypisywany temu wizerunkowi Maryi. Moment ten uznaje się za początek kultu MB Sokalskiej.
W XVII w. do Sokala przenieśli się bernardyni i przejęli opiekę nad obrazem. Kościół Maryi Dziewicy wybudowano w latach 1604–1619, a obok niego konwent klasztorny bernardynów w latach 1617–1630. Była to monumentalna budowla w stylu barokowym, położona na skraju Sokala, na lewym brzegu Bugu. Klasztor i kościół otaczały mury obronne z czterema basztami i fosami. Budowa została wsparta finansowo przez króla Zygmunta III Wazę, Jana Zamoyskiego, Mikołaja Zebrzydowskiego, Stanisława Żółkiewskiego, Jerzego Mniszcha, a także rodziny Daniłłowiczów i Sobieskich.
W 1724 r. biskup lwowski Jan Skarbek koronował obraz Matki Bożej Sokalskiej, co było dowodem dużego znaczenia klasztoru w Rzeczypospolitej Obojga Narodów. W 1843 r. kościół i zabudowania klasztorne spłonęły. W 1870 r. kościół został odbudowany z zachowaniem oryginalnego stylu przez o. Jana Kantego Skoczylasa.
W okresie obu wojen światowych klasztor wielokrotnie był schronieniem dla ludności cywilnej, która straciła dach nad głową w wyniku działań wojennych lub uciekała przed ludobójstwem. Sokalscy bernardyni przyjęli m.in. kilkoro Żydów ocalonych z Holocaustu przez miejscową ludność i Polskie Państwo Podziemne, a także polskich uchodźców z Wołynia, przybywających tam po rozpoczęciu w 1943 r. mordów na ludności polskiej przez ukraińskich nacjonalistów. Również po przeniesieniu ludobójczej akcji na tereny Małopolski Wschodniej na początku 1944 r. przyjmowano w klasztorze uciekających z pobliskich wiosek Polaków, do tego stopnia, że krypty klasztorne uległy znacznemu przeludnieniu. Ówczesny opat sokalskiego konwentu, o. Stanisław Mucha został zamordowany przez partyzantów UPA w czasie wyjazdu po żywność do Lwowa dla uchodźców znajdujących schronienie w jego klasztorze.
Kościół Matki Bożej Pocieszenia pozostał ważnym dla Polaków miejscem kultu religijnego do 1951 r. Kiedy w wyniku największej po II wojnie światowej zmiany granicy państwowej Polski teren, na którym położony był kościół i klasztor, został przekazany Związkowi Radzieckiemu, bernardyni opuścili konwent i wywieźli całą dokumentację oraz ruchome mienie klasztorne do Leżajska. Natomiast obraz Matki Bożej Sokalskiej został nielegalnie przewieziony przez miejscowych polskich chłopów do Krakowa, gdzie przebywał w kościele św. Bernardyna aż do 2002 r. Obecnie obraz znajduje się w kościele parafialnym św. Stanisława Kostki w Hrubieszowie, w którym duszpasterstwo prowadzą ojcowie bernardyni.

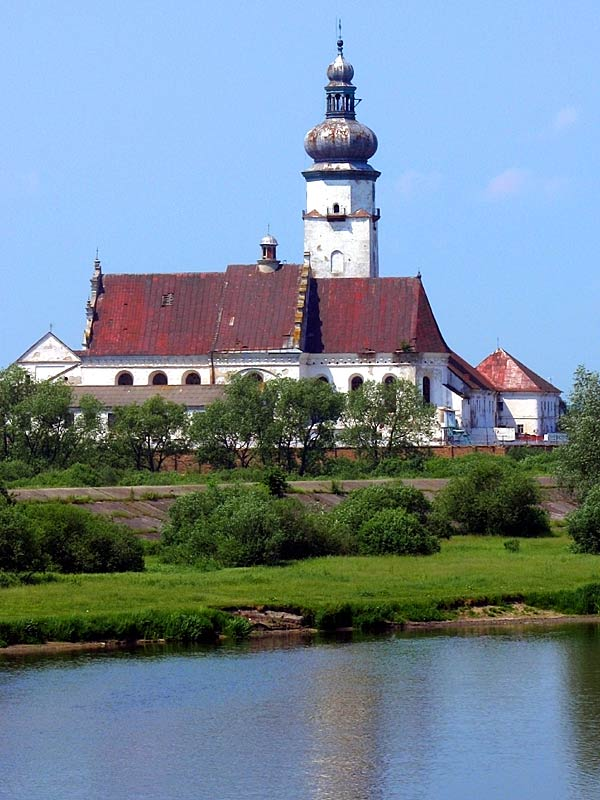
Kościół Matki Bożej Pocieszenia przed pożarem z 2012 r.

Po zajęciu zachodniej części ziemi sokalskiej przez Sowietów pod koniec 1951 r. kościół i klasztor został zamieniony w więzienie o zaostrzonym rygorze i w znacznym stopniu zrujnowany. Pomimo starań wspólnoty rzymskokatolickiej, domagającej się zwrotu kościoła, zakład karny utrzymano po odzyskaniu niepodległości przez Ukrainę w 1991 r. pod nazwą Kolonia Karna nr 47. 27 marca 2012 r. klasztor wraz z kościołem spłonęły doszczętnie. Z zabytkowych zabudowań pozostały jedynie opalone ściany. Pomimo ewakuacji więzienia i zupełnego opuszczenia zabudowań teren kościoła i konwentu klasztornego jest nadal otoczony drutem kolczastym i objęty monitoringiem oraz całkowitym zakazem wstępu.